# Kupol Ciolkovskogo
Der Kupol Ciolkovskogo (englische Transkription von russisch Купол Циолковского Kupol Ziolkowskowo) ist ein Eisdom im Fimbul-Schelfeis vor der Prinzessin-Martha-Küste des ostantarktischen Königin-Maud-Lands.
Russische Wissenschaftler benannten sie in Anlehnung an die Benennung der sie beheimatenden Insel. Deren Namensgeber ist der russische Raumfahrtpionier Konstantin Ziolkowski (1857–1935).